# Єньєр Маркес
Єньєр (Хеньєль) Маркес Моліна (ісп. Yénier Márquez Molina; нар. 3 січня 1979, Корралільйо, Куба) — кубинський футболіст, захисник клубу «Гопперс» з Антигуа і Барбуди. Виступав за збірну Куби, обіймав посаду капітана команди. Рекордсмен за кількістю ігор за збірну.

## Клубна кар'єра
Маркес розпочав професійну кар'єру в 1999 році в клубі «Вілья-Клара». Зі своїм клубом 5 разів вигравав чемпіонат Куби: у сезонах 2002/03, 2004/05, 2010/11, 2011/12, 2013 років. По ходу чемпіонату Куби 2013 року Маркес став найкращим бомбардиром ліги з 16 голами. У 2014 році він був обраний найкращим гравцем року на Кубі. У 2015 році він забив 12 голів і став другим бомбардиром ліги.
Влітку 2015 року Маркес перейшов в клуб чемпіонату Антигуа і Барбуди «Гопперс».

## Кар'єра в збірній
У збірній Куби Маркес дебютував 7 травня 2000 року в матчі відбірного турніру до чемпіонат світу 2002  року проти Барбадосу, який завершився з рахунком 1:1. За 2000—2015 роки він брав участь у п'яти відбіркових турнірах на чемпіонат світу поспіль, зігравши в 19 зустрічах.
У 2002 році Маркес вперше брав участь у Золотому кубку КОНКАКАФ. На турнірі він був гравцем стартового складу і зіграв в обох матчах проти США і Республіки Корея.
Рік потому Маркес знову взяв участь у Золотому Кубку, в якому він вийшов у стартовому складі в усіх трьох матчах з Канадою, Коста-Рикою і США.
У 2005 році він знову з'явився на Золотому кубку, в якому він вийшов з перших хвилин у всіх трьох іграх проти Коста-Рики, США і Канади.
У 2007 році Маркес на правах капітана збірної з'явився на Золотому кубку вчетверте. На турнірі він зіграв у всіх трьох матчах з Мексикою, Панамою і Гондурасом.
У 2011 році він взяв участь у Золотому кубку КОНКАКАФ вп'яте. Він провів 3 матчі (зі збірними Коста-Рики, Мексики і Сальвадору) від початку до кінця і забив гол збірної Сальвадору.
У 2013 році Маркес став учасником Золотого кубка у шостий раз. Збірна Куби зуміла пробитися в чвертьфінал, а сам футболіст зіграв у всіх чотирьох матчах (проти Коста-Рики, США, Белізу і Панами) і забив гол збірній Белізу.
У 2015 році Маркес приїхав на Золотий кубок з капітанською пов'язкою. Збірна Куби повторила успіх попереднього кубка, Єньєр взяв участь у всіх матчах групового етапу, але пропустив чвертьфінал через травму.
Також футболіст взяв участь у п'яти розіграшах Карибського кубка: 2001, 2005, 2007, 2008, 2010 і 2014 роках. Всього Єньєр Маркес взяв участь у 126 матчах збірної Куби і є рекордсменом збірної за кількістю проведених матчів.

## Голи за збірну
| Гол | Дата              | Стадіон                                                     | Суперник                         | Рахунок | Результат | Турнір                      |
| --- | ----------------- | ----------------------------------------------------------- | -------------------------------- | ------- | --------- | --------------------------- |
| 1   | 4 квітня 2001     | Громадський центр Ойтфлюхту, Ойтфлюхт, Гаяна                | Домініка                         | 2:1     | 3:1       | Карибський кубок 2001       |
| 2   | 6 квітня 2001     | Громадський центр Ойтфлюхту, Ойтфлюхт, Гаяна                | Спільнота Сен-Мартен\|Сен-Мартен | 1:0     | 1:0       | Карибський кубок 2001       |
| 3   | 6 липня 2003      | Індепенденс Парк, Кінгстон, Ямайка                          | Ямайка                           | 2:0     | 2:1       | Товариський матч            |
| 4   | 16 січня 2005     | Педро Марреро, Гавана, Куба                                 | Гаїті                            | 1:1     | 1:1       | Карибський кубок 2005       |
| 5   | 8 листопада 2006  | Дійон, Фор-де-Франс, Мартиніка                              | Гаїті                            | 1:0     | 2:1       | Карибський кубок 2007       |
| 6   | 22 червня 2008    | Педро Марреро, Гавана, Куба                                 | Антигуа і Барбуда                | 4:0     | 4:0       | Відбір на ЧС-2010           |
| 7   | 20 серпня 2008    | Педро Марреро, Гавана, Куба                                 | Тринідад і Тобаго                | 1:3     | 1:3       | Відбір на ЧС-2010           |
| 8   | 23 жовтня 2008    | Педро Марреро, Гавана, Куба                                 | Нідерландські Антильські острови | 2:0     | 7:1       | Карибський кубок 2008       |
| 9   | 27 жовтня 2008    | Педро Марреро, Гавана, Куба                                 | Суринам                          | 3:0     | 6:0       | Карибський кубок 2008       |
| 10  | 26 жовтня 2010    | Роммель Фернандес, Панама, Панама                           | Панама                           | 1:0     | 3:0       | Товариський матч            |
| 11  | 28 листопада 2010 | П'єр Алікер, Фор-де-Франс, Мартиніка                        | Мартиніка                        | 1:0     | 1:0       | Карибський кубок 2010       |
| 12  | 12 червня 2011    | Солджер Філд, Чикаго, США                                   | Сальвадор                        | 1:4     | 1:6       | Золотий кубок КОНКАКАФ 2011 |
| 13  | 16 липня 2013     | Рентшлер Філд, Іст-Гартфорд, США                            | Беліз                            | 4:0     | 4:0       | Золотий кубок КОНКАКАФ 2013 |
| 14  | 25 березня 2015   | Сібао, Сантьяго-де-лос-Кабальєрос, Домініканська Республіка | Домініканська Республіка         | 1:0     | 3:0       | Товариський матч            |
| 15  | 14 червня 2015    | Педро Марреро, Гавана, Куба                                 | Кюрасао                          | 1:0     | 1:1       | Відбір на ЧС-2018           |

## Досягнення
Командні
- Чемпіон Куби (5): 2002/03, 2004/05, 2010/11, 2011/12, 2013

Особисті
- Найкращий бомбардир Чемпіонату Куби (1): 2013 (16 голів)
- Найкращий гравець року в Кубі (1): 2014